# Allotriozoon
Allotriozoon is een geslacht van vliesvleugeligen uit de familie vijgenwespen (Agaonidae). De wetenschappelijke naam van dit geslacht is voor het eerst geldig gepubliceerd in 1916 door Grandi.

## Soorten
Het geslacht Allotriozoon omvat de volgende soorten:
- Allotriozoon heterandromorphum Grandi, 1916
- Allotriozoon nigeriense Wiebes, 1974
- Allotriozoon prodigiosum Grandi, 1916